# Планина-в -Подбочю
Планина-в -Подбочю (словен. Planina v Podbočju) — поселення в общині Кршко, Споднєпосавський регіон, Словенія. Висота над рівнем моря: 678,6 м.